# Diane P. Koenker
Diane P. Koenker (ur. 1947) – amerykańska historyk, sowietolog.

## Życiorys
Absolwentka University of Michigan, doktorat w 1976. Jest profesorem University of Illinois. Zajmuje się historią społeczną ZSRR okresu stalinizmu, zwłaszcza dziejami klasy robotniczej i życia codziennego. Jest zaliczana do grona rewizjonistów. W latach 1996–2006 była redaktorem naczelnym "Slavic Review".

## Wybrane publikacje
- Moscow Workers and the 1917 Revolution, 1981.
- (współautor: William G. Rosenberg), Strikes and Revolution in Russia, 1917, 1989.
- (współautorzy: William G. Rosenberg i Ronald Grigor Suny), Party, State, and Society in the Russian Civil War: Explorations in Social History, Indiana University Press 1989.
- (współautorzy: Eduard M. Dune i S. A. Smith), Notes of a Red Guard, 1993.
- Republic of Labor: Russian Printers and Soviet Socialism 1918-1930, 2005.
- (współautor: Anne E. Gorsuch), Turizm : The Russian And East European Tourist Under Capitalism And Socialism, 2006.